# حبیب افکاری
حبیب افکاری سنگری (زادهٔ ۱۳۷۰) جوشکار و زندانی سابق اعتراضات مرداد ۱۳۹۷ در ایران است. او به دلیل حضور در اعتراضات شیراز، بازداشت و به سه سال حبس تعزیری محکوم شد. دو برادرش، نوید افکاری و وحید افکاری، هم به اتهام «قتل» یکی از نیروهای امنیتی و هم‌چنین «محاربه»، به اعدام و زندان محکوم شدند.

## بازداشت
۲۲ آذرماه ۱۳۹۷، سه ماه پس از بازداشت دو برادر دیگرش و چهارماه پس از مرگ یک نیروی امنیتی در جریان اعتراضات مردادماه در شیراز در منزلش بازداشت شد؛ حبیب افکاری متهم به فعالیت تبلیغی علیه نظام و اقدام علیه امنیت ملی است.
افکاری در پرونده ادعا شده مربوط به قتل یک مأمور امنیتی متهم ردیف سوم پرونده بوده‌است.

### انتقال به بازداشتگاه پلاک ۱۰۰
۲۲ آذرماه ۱۳۹۷ حبیب افکاری پس از دستگیری به بازداشتگاه وزارت اطلاعات شیراز منتقل شد. پیش از آن ۵ آذرماه وحید و نوید افکاری از اداره آگاهی شیراز به بازداشتگاه وزارت اطلاعات (پلاک ۱۰۰) منتقل شده بودند.
یک منبع نزدیک به خانواده افکاری از شکنجه‌های وحید افکاری و دو برادر دیگر در بازداشتگاه وزارت اطلاعات اطلاع‌رسانی کرده‌است. به گفتهٔ او نوید، وحید و حبیب افکاری روزهای طولانی تحت فشار اداره آگاهی علیه خود «اعتراف» نکردند، اما در پلاک ۱۰۰ ماجرا به کلی تغییر کرد و چیزهایی که از اداره اطلاعات شیراز تعریف کردند وحشتناک است. در اداره آگاهی تهدید و کتک بود، کشیدن پلاستیک [روی] سرشان یا زدن یکی جلوی دیگری یا تهدید به قتل آن دیگری اما این حرف‌ها در مقابل آنچه در اداره اطلاعات گذشته‌است، معمولی‌اند. در اداره اطلاعات بازی روانی می‌کنند. حبیب را که بسیار به نوید وابسته بوده، تهدید کرده بودند که اگر اعتراف نکنی، نوید را می‌کشیم. یا نوید را تهدید می‌کردند که وحید را می‌کشیم. با استفاده از هر کدام دیگری را تحت فشار می‌گذاشتند. گفته بودند می‌دانید اگر پای خواهر و مادرتان کشیده شود این‌جا چه بر سرشان خواهد آمد؟ یا فلانی و فلانی را می‌شناسید؟ و اسم «کاووس سیدامامی» را برده بودند که در زندان کشته شده بود و گفته بودند «ما او را با آن همه شهرتش کشتیم و آب از آب تکان نخورد، شما که عددی نیستید.»

### انتقال به زندان عادل‌آباد
۱۸ بهمن‌ماه ۱۳۹۷ پس از گذراندن دوره بازجویی طولانی مدت حبیب افکاری و برادرانش به زندان مرکزی شیراز، عادل‌آباد منتقل شدند.
حبیب افکاری در بند زندانیان سیاسی عادل آباد و به‌صورت تفکیک شده نگهداری می‌شد و دو برادران دیگر در بندهای جداگانه و عمومی این زندان محبوس بودند.

## دادگاه و احکام صادره
حبیب افکاری در پرونده دادگاه کیفری بابت اتهام «اجتماع و تبانی به قصد اقدام علیه امنیت ملی» به هفت سال و شش ماه، بابت اتهامات «تمرد از اوامر پلیس» و «ضرب و جرح عمدی با چاقو» به «چهار سال و شش ماه» و «دو سال و شش ماه» و به سبب اتهامات «توهین به مأموران» و «اخلال در نظم عمومی» به ترتیب به ۹ ماه و یک سال حبس تعزیری و همچنین ۷۴ ضربه شلاق محکوم شد.
حبیب افکاری همچنین دو سال بعد از بازداشت در دادگاه انقلاب شیراز محاکمه و به زندان محکوم شد. وی بابت اتهام «عضویت در گروه‌های مخالف نظام» به پنج سال، برای اتهام «توهین به رهبری» به دو سال و بابت اتهام «تبلیغ علیه نظام» به یک سال حبس تعزیری محکوم شد.

## شکنجه خانواده افکاری
قوه قضائیه صحبت‌های مطرح شدهٔ وحید و نوید افکاری در فایل‌های صوتی را تکذیب کرد و گفت شکنجه نشده‌اند و براداران افکاری را شرور خواند.
قوه قضائیه در اطلاعیه خود از وجود فیلم صحنه قتل نیروی امنیتی در شیراز خبر داد که یک روز بعد حسن یونسی، وکیل نوید و وحید افکاری گفت: «برخلاف ادعای رسانه‌های داخلی، هیچ‌گونه فیلمی مبنی بر نقش داشتن متهمان در قتل متوفی، موجود نیست.» او همچنین افزود نوید و وحید در دادگاه اعلام کردند که اقاریرشان تحت فشارهای روانی و جسمی بوده‌است.

### واکنش آمریکا به شکنجه براداران افکاری
آمریکا از صدور حکم اعدام برای نوید افکاری خشمگین است، رژیم ایران، علاوه بر نوید افکاری، وحید و حبیب افکاری برادران او را شکنجه کرده‌است.

## اعدام نوید افکاری
مأموران زندان به برادران افکاری گفتند: به دلیل این‌که فردا عازم تهران هستید، اگر می‌خواهید به مادرتان بگویید به ملاقات بیاید. به گفته وحید افکاری، هر سه برادر جهت حفظ رفاه مادر خود در ساعات پایانی شب، به تماس تلفنی با اعضای خانواده اکتفا کردند.
وحید افکاری در روایت خود از آن شب به بستگانش گفته‌است که نیمه شب ۲۲ شهریور مأموران زندان آمدند و گفتند که «وقت رفتن به تهران است. اول نوید را بردند و من منتظر بودم که ما را هم ببرند، حبیب گفت صدای کتک زدن و درگیری می‌آید که ناگهان من صدای کشیده شدن سکوی صفحه اعدام را شنیدم … و کمی بعد مأموران آمدند و گفتند تسلیت می‌گوییم، نوید اعدام شد.»

### روایت صبح اعدام و نگهداری در سلول انفرادی
۱۵ شهریور ۱۳۹۹ نوید، وحید و حبیب افکاری، با هدف وادار کردن آنها به اعتراف اجباری همراه با ضرب و شتم به سلول‌های انفرادی ۲، ۳ و ۴ زندان عادل‌آباد منتقل شدند.
منابعی در خانواده، بعداً روایت وحید افکاری از آن چند روز را برای بی‌بی‌سی فارسی فرستاد: "صبح شنبه که شنیدم نوید را بردند، رفتم تو کریدور مرکزی و نوید را صدا می‌زدم. می‌گفتم کاکو (داداش) نوید، کجا بردنت؟ و از مسئولان زندان می‌پرسیدم کجا بردیدش؟"
وحید به خانواده گفته‌است: «حبیب که از بندش داشت می‌رفت سمت سالن ملاقات هم صدای من را شنید. در همین لحظه یکی از مسئولان زندان تماس گرفت که گارد زندان بیاد. خادم‌الحسینی [از مأموران زندان] همراه بیشتر از ۲۰ نفر آمدند و بدون اینکه حرفی بزنند یا ما چیزی بگوییم، شروع کردند به کتک زدن من و حبیب.»
وحید افکاری گفته‌است که دوربین زندان صحنه‌ها را «ضبط» کرده‌است. وی گفته‌است: «خیلی زدند. به قصد کشتن می‌زدند. حبیب را خیلی بیشتر از من زدند و در خلال این کتک زدن‌ها دائم فحش‌های بد می‌دادند.»
وحید افکاری گفته که نگهبانان زندان سپس به آنها «دستبند و پابند» زدند و آنها را به «زیرزمین» و به «انفرادی» منتقل کردند.

### نگهداری در انفرادی
سعید افکاری، اسفند ۱۳۹۹ در توییتی نوشت با وجود گذشت ۶ ماه نگهداری در انفرادی و همچین سه روز از تاریخ اعلام‌شده دادستان شیراز برای انتقال به بند عمومی هنوز در زندان انفرادی به سر برده و از درمان محروم هستند.
آبان ۱۴۰۰ پوریا نوری در توییتر خود نوشت، شکوفه یداللهی، مادر کسری نوری، در سالن ملاقات بهیه نامجو، مادر حبیب و وحید افکاری، را دیده‌است که به ملاقات فرزندان خود که همچنان در انفرادی به‌سر می‌برند می‌رود، او افزوده بود: برادران افکاری همیشه پس از اتمام ملاقات تمامی زندانیان به کابین ملاقات آورده می‌شوند تا تنها حاضران سالن ملاقات زندان، خانواده افکاری باشد.

### اعتصاب ملاقات
بهمن ۱۳۹۹ سعید افکاری در توییتی نوشت برادرانم، وحید و حبیب افکاری به دلیل ۵ماه نگه داشتن غیرقانونی آنها در انفرادی و ضرب و شتم فراوان، تا زمان برگشتن به بند عمومی اعتصاب ملاقات کرده‌اند.

## واکنش‌ها
روز دوشنبه ۱۷ خرداد ۱۴۰۰ عفو بین‌الملل خواهان فشار جهانی بر مقامات جمهوری اسلامی برای آزادی حبیب و وحید افکاری شد و اعلام کرد که تا زمان آزادی، وحید و حبیب باید در شرایطی نگهداری شوند که با موازین بین‌المللی همخوانی داشته باشد و به پزشک دسترسی داشته باشند.

### کارزار برای آزادی برادران افکاری
سه ماه پس از اعدام نوید افکاری و به مناسبت تولد برادر دیگر حبیب افکاری کارزاری توییتری برای آزادی آنها به راه افتاد.
فعالان حقوق بشر، سیاسی، مدنی، اجتماعی و بسیاری از کاربران در فضای مجازی، توفان توییتری به راه انداختند و خواهان آزادی برادران افکاری شدند.